# Scey-sur-Saône-et-Saint-Albin
Pour les articles homonymes, voir Scey et Saint-Albin.
Scey-sur-Saône-et-Saint-Albin est une commune française située dans le département de la Haute-Saône, la région culturelle et historique de Franche-Comté et la région administrative Bourgogne-Franche-Comté. Elle est le siège de la communauté de communes des Combes. 
Ses habitants sont appelés les Sceycolais et les Sceycolaises.
La commune a connu une exploitation de sel et possède un patrimoine architectural diversifié avec notamment plusieurs édifices protégés au titre des monuments historiques ainsi qu'un riche patrimoine naturel grâce à la présence de la Saône.

## Géographie

### Localisation
La commune se trouve dans l'aire urbaine de Vesoul.

### Topographie
Le territoire de la commune à une surface totale de 28,25 km2.

### Hydrographie

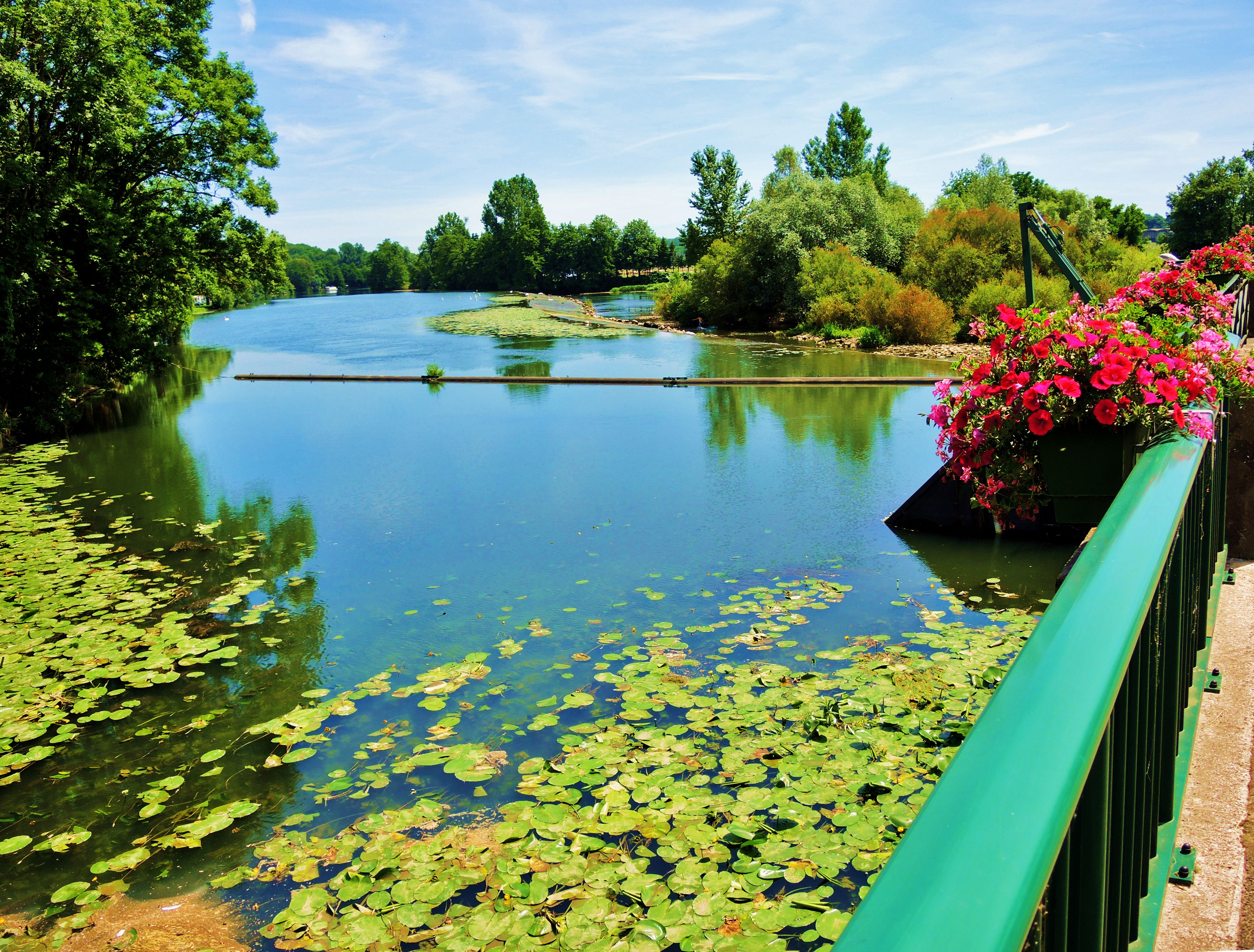
La Saône, vue du grand pont.

La Saône traverse la commune.

### Climat
Pour des articles plus généraux, voir Climat de la Bourgogne-Franche-Comté et Climat de la Haute-Saône.
En 2010, le climat de la commune est de type climat des marges montargnardes, selon une étude du Centre national de la recherche scientifique s'appuyant sur une série de données couvrant la période 1971-2000. En 2020, Météo-France publie une typologie des climats de la France métropolitaine dans laquelle la commune est dans une zone de transition entre le climat océanique altéré et le climat océanique altéré et est dans la région climatique  Lorraine, plateau de Langres, Morvan, caractérisée par un hiver rude (1,5 °C), des vents modérés et des brouillards fréquents en automne et hiver. 
Pour la période 1971-2000, la température annuelle moyenne est de 10,3 °C, avec une amplitude thermique annuelle de 17,4 °C. Le cumul annuel moyen de précipitations est de 1 031 mm, avec 12,4 jours de précipitations en janvier et 9,6 jours en juillet. Pour la période 1991-2020, la température moyenne annuelle observée sur la station météorologique de Météo-France la plus proche, « Combeaufontaine », sur la commune de Combeaufontaine à 8 km à vol d'oiseau, est de 10,7 °C et le cumul annuel moyen de précipitations est de 1 044,0 mm. 
La température maximale relevée sur cette station est de 41 °C, atteinte le 25 juillet 2019 ; la température minimale est de −26 °C, atteinte le 6 janvier 1985,,. 
Les paramètres climatiques de la commune ont été estimés pour le milieu du siècle (2041-2070) selon différents scénarios d'émission de gaz à effet de serre à partir des nouvelles projections climatiques de référence DRIAS-2020. Ils sont consultables sur un site dédié publié par Météo-France en novembre 2022.

## Urbanisme

### Typologie
Au 1er janvier 2024, Scey-sur-Saône-et-Saint-Albin est catégorisée bourg rural, selon la nouvelle grille communale de densité à sept niveaux définie par l'Insee en 2022.
Elle est située hors unité urbaine. Par ailleurs la commune fait partie de l'aire d'attraction de Vesoul, dont elle est une commune de la couronne,. Cette aire, qui regroupe 158 communes, est catégorisée dans les aires de 50 000 à moins de 200 000 habitants,.

### Occupation des sols
L'occupation des sols de la commune, telle qu'elle ressort de la base de données européenne d’occupation biophysique des sols Corine Land Cover (CLC), est marquée par l'importance des forêts et milieux semi-naturels (60 % en 2018), une proportion sensiblement équivalente à celle de 1990 (60,1 %). La répartition détaillée en 2018 est la suivante : 
forêts (58,8 %), terres arables (16,5 %), zones agricoles hétérogènes (10,2 %), prairies (8,7 %), zones urbanisées (3,3 %), zones industrielles ou commerciales et réseaux de communication (1,4 %), milieux à végétation arbustive et/ou herbacée (1,2 %). L'évolution de l’occupation des sols de la commune et de ses infrastructures peut être observée sur les différentes représentations cartographiques du territoire : la carte de Cassini (XVIIIe siècle), la carte d'état-major (1820-1866) et les cartes ou photos aériennes de l'IGN pour la période actuelle (1950 à aujourd'hui).

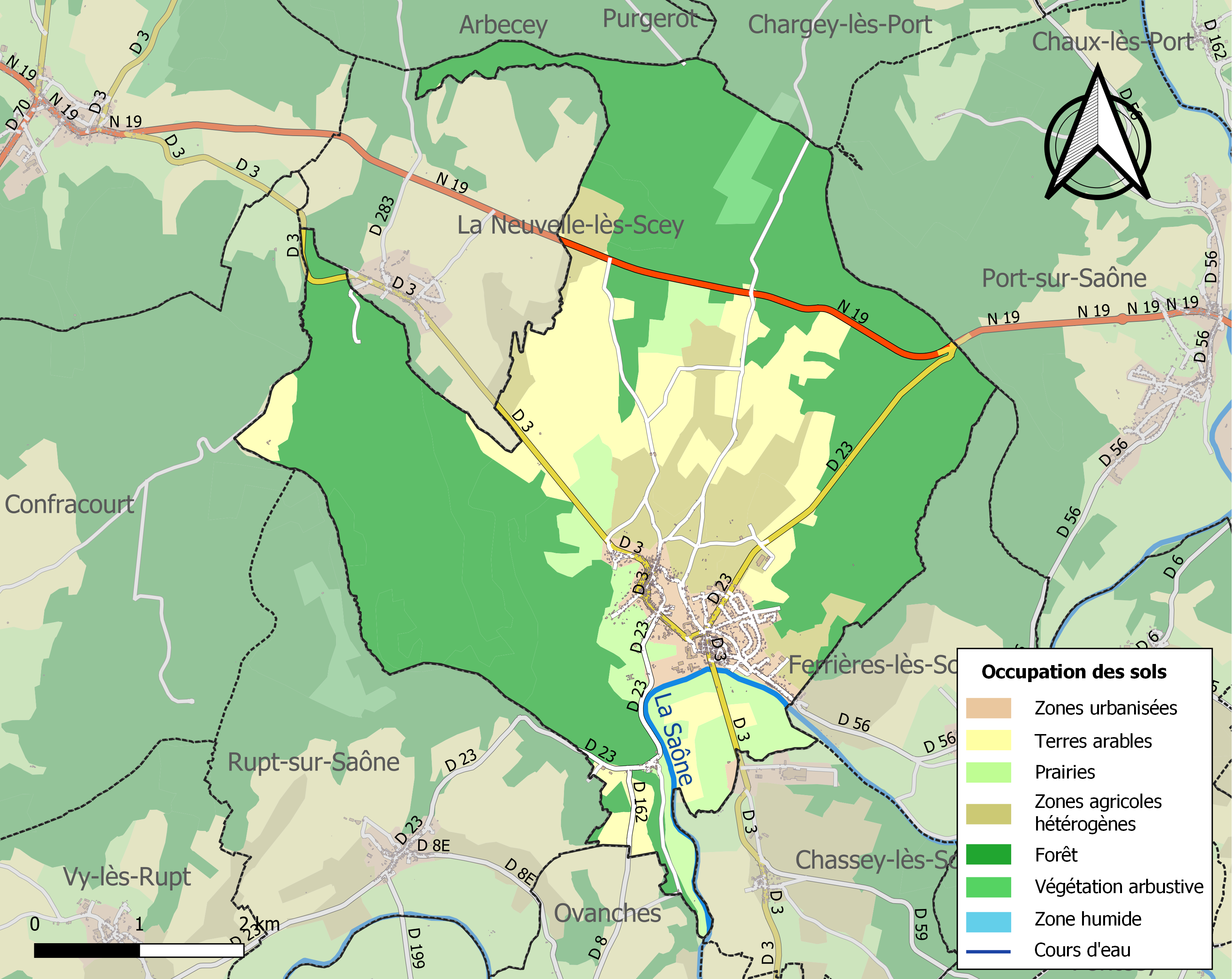
Carte des infrastructures et de l'occupation des sols de la commune en 2018 (CLC).

## Toponymie
Selon Louis Suchaux, deux sources d'eau salées sont connues et exploitées depuis l'époque gallo-romaine et serait à l'origine du nom du village de Scey-sur-Saône.

## Histoire
La saline de Scey-sur-Saône est exploitée dès l'Antiquité, plus particulièrement au XIIIe siècle.
Jusqu'à la Révolution, un bailliage seigneurial ressortissant au bailliage de Vesoul existait à Scey.
Le 2 mars 1674, au cours de la conquête française de la Franche-Comté, Scey-sur-Saône est le théâtre d'une bataille où les Comtois, menés par Mâcon d'Esboz, tentèrent de reprendre la ville aux Français.
Le hameau de Saint-Albin fut rattaché à la commune de Scey-sur-Saône par un décret du 10 mars 1807.

## Politique et administration

### Rattachements administratifs et électoraux
La commune fait partie de l'arrondissement de Vesoul du département de la Haute-Saône, en région Bourgogne-Franche-Comté. Pour l'élection des députés, elle dépend de la première circonscription de la Haute-Saône.
Elle était depuis 1793 le chef-lieu du canton de Scey-sur-Saône-et-Saint-Albin. Dans le cadre du redécoupage cantonal de 2014 en France, la commune est désormais le bureau centralisateur de ce canton, dont le territoire s'est étendu de 17 à 46 communes.
La commune dépend de nombreuses juridictions de Vesoul : tribunal de grande instance, tribunal d'instance, tribunal de commerce, tribunal correctionnel, tribunal de police, tribunal paritaire des baux ruraux, tribunal des affaires de Sécurité sociale, tribunal pour enfants, conseil de prud'hommes et cour d'assises. Par ailleurs, la commune dépend du tribunal administratif et de la cour d'appel de Besançon ainsi que de la cour administrative d'appel de Nancy.

### Intercommunalité
La commune est l'un des fondateurs de la Communauté de communes des Combes, créée le 31 décembre 1994.

### Administration municipale

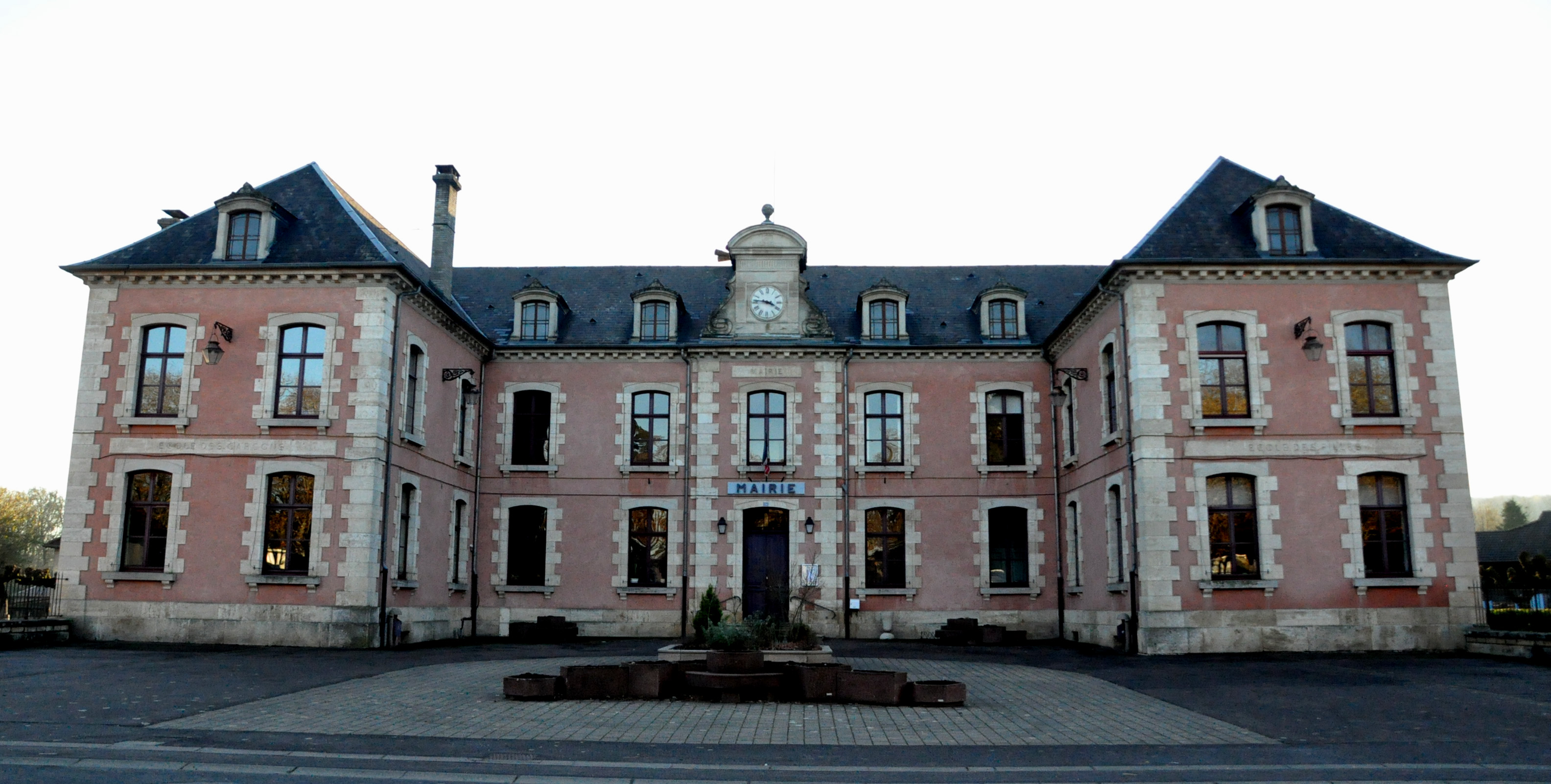
Mairie de Scey-sur-Saône-et-Saint-Albin.

Conformément aux dispositions relatives aux communes peuplées de 1 500 à 2 499 habitants, le conseil municipal de Scey-sur-Saône-et-Saint-Albin est formé de dix-neuf élus.
La mairie de Scey-sur-Saône-et-Saint-Albin a été construite en 1866 comme une mairie-école abritant également le tribunal local. Elle est située 22 avenue des Patis. Le bâtiment a été inscrit monument historique en 2005.

### Liste des maires
| Période                                  | Période                       | Identité           | Étiquette                     | Qualité |
| ---------------------------------------- | ----------------------------- | ------------------ | ----------------------------- | --- |
| Les données manquantes sont à compléter. |                               |                    |                               | |
|                                          |                               | M. Fontain         |                               | Suppléant de la justice de paix Conseiller général de Scey/Saône (1848 → 1852) |
|                                          |                               | Joseph Guilleminot | Républicain                   | Docteur en médecine Conseiller général de Scey/Saône (1892 → 1898) |
|                                          |                               | Jacques Poinsotte  | RPF puis RS puis DVD puis RPR | Industriel Conseiller général de Scey/Saône (1951 → 1976, 1982 → 1992) |
| Les données manquantes sont à compléter. |                               |                    |                               | |
| mars 1983                                | mars 2014                     | Marcel Bégeot      | PS                            | |
| mars 2014                                | En cours (au 2 décembre 2020) | Carmen Friquet     | LR puis DVD                   | Fonctionnaire DDT Maire-adjointe de Bucey-lès-Traves (2008 → 2014) Conseillère générale puis départementale de Scey/Saône (2001 → ) Présidente de la CC des Combes (2014 → ) Présidente du Pays de Vesoul et du Val de Saône ( ? → ) Réélu pour le mandat 2020-2026 |

### Jumelages
La commune est jumelée avec  Dornstetten (Allemagne) depuis 1969.

## Population et société

### Démographie
L'évolution du nombre d'habitants est connue à travers les recensements de la population effectués dans la commune depuis 1793. Pour les communes de moins de 10 000 habitants, une enquête de recensement portant sur toute la population est réalisée tous les cinq ans, les populations de référence des années intermédiaires étant quant à elles estimées par interpolation ou extrapolation. Pour la commune, le premier recensement exhaustif entrant dans le cadre du nouveau dispositif a été réalisé en 2008.

En 2022, la commune comptait 1 528 habitants, en évolution de −1,42 % par rapport à 2016 (Haute-Saône : −1,4 %, France hors Mayotte : +2,11 %).
| 1793  | 1800  | 1806  | 1821  | 1831  | 1836  | 1841  | 1846  | 1851  |
| ----- | ----- | ----- | ----- | ----- | ----- | ----- | ----- | ----- |
| 1 877 | 1 727 | 1 586 | 1 777 | 1 904 | 1 921 | 2 144 | 2 043 | 2 029 |

| 1856  | 1861  | 1866  | 1872  | 1876  | 1881  | 1886  | 1891  | 1896  |
| ----- | ----- | ----- | ----- | ----- | ----- | ----- | ----- | ----- |
| 1 770 | 1 712 | 1 743 | 1 725 | 1 728 | 1 694 | 1 629 | 1 597 | 1 562 |

| 1901  | 1906  | 1911  | 1921  | 1926  | 1931  | 1936  | 1946  | 1954  |
| ----- | ----- | ----- | ----- | ----- | ----- | ----- | ----- | ----- |
| 1 478 | 1 475 | 1 496 | 1 312 | 1 315 | 1 302 | 1 235 | 1 205 | 1 334 |

| 1962  | 1968  | 1975  | 1982  | 1990  | 1999  | 2006  | 2008  | 2013  |
| ----- | ----- | ----- | ----- | ----- | ----- | ----- | ----- | ----- |
| 1 442 | 1 490 | 1 533 | 1 559 | 1 541 | 1 563 | 1 634 | 1 655 | 1 569 |

| 2018  | 2022  | - | - | - | - | - | - | - |
| ----- | ----- | - | - | - | - | - | - | - |
| 1 539 | 1 528 | - | - | - | - | - | - | - |

### Enseignement
- Collège Château Rance.

### Santé
Le centre hospitalier le plus proche de Scey-sur-Saône est le site de Vesoul du groupe hospitalier de la Haute-Saône.

### Sports
Scey-sur-Saône possède entre autres un gymnase et deux terrains de football, l'un en herbe et l'autre en stabilisé.

## Culture et patrimoine

### Monuments

#### Édifices religieux
L'église Saint-Martin a été construite en 1755 puis inaugurée en 1761. Elle possède un cadran solaire, une croix de mission, un fronton, un tableau de la crucifixion.
Le calvaire Sainte-Anne et le calvaire de Scey-sur-Saône-et-Saint-Albin sont protégés au titre des monuments historiques.

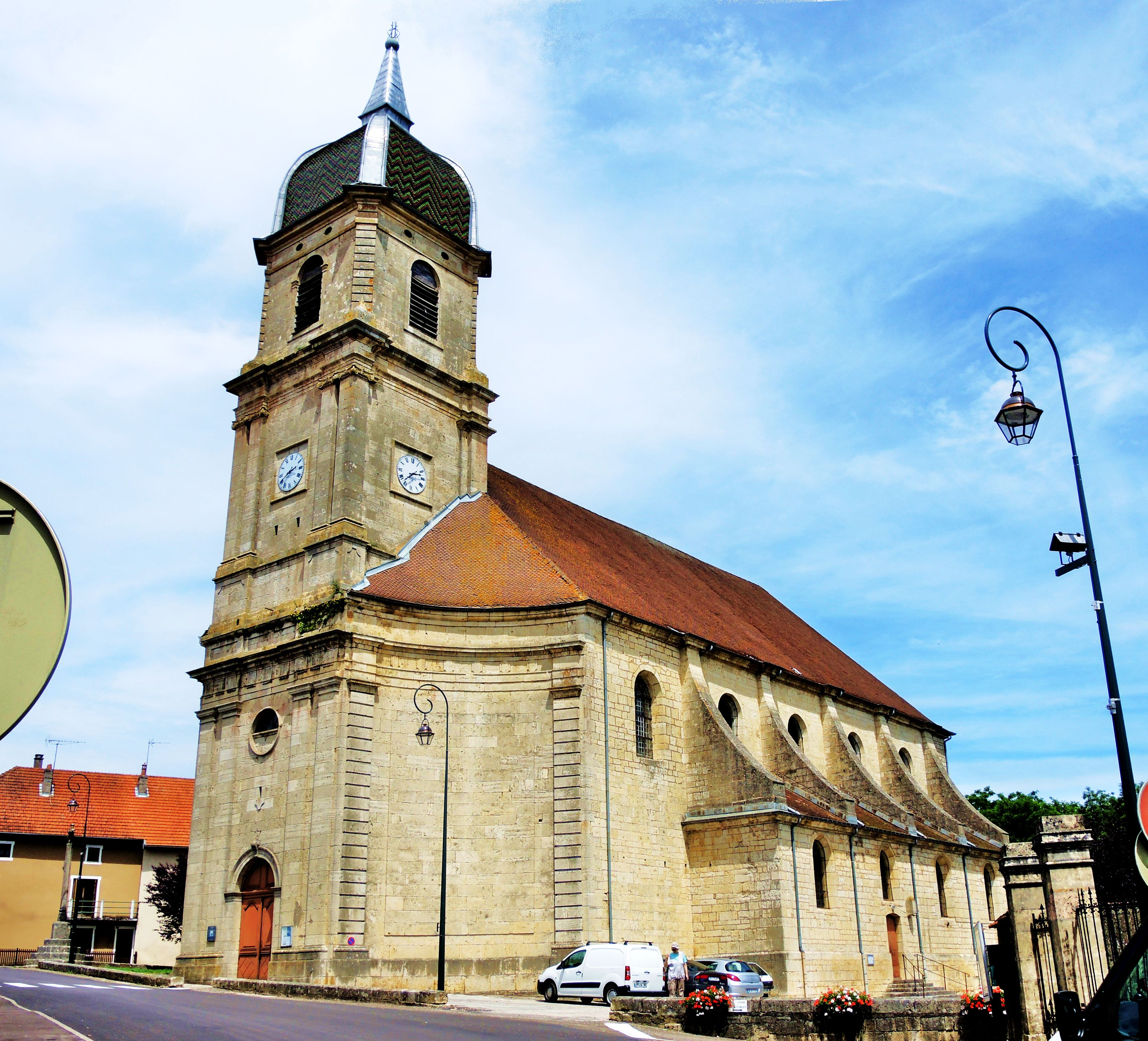
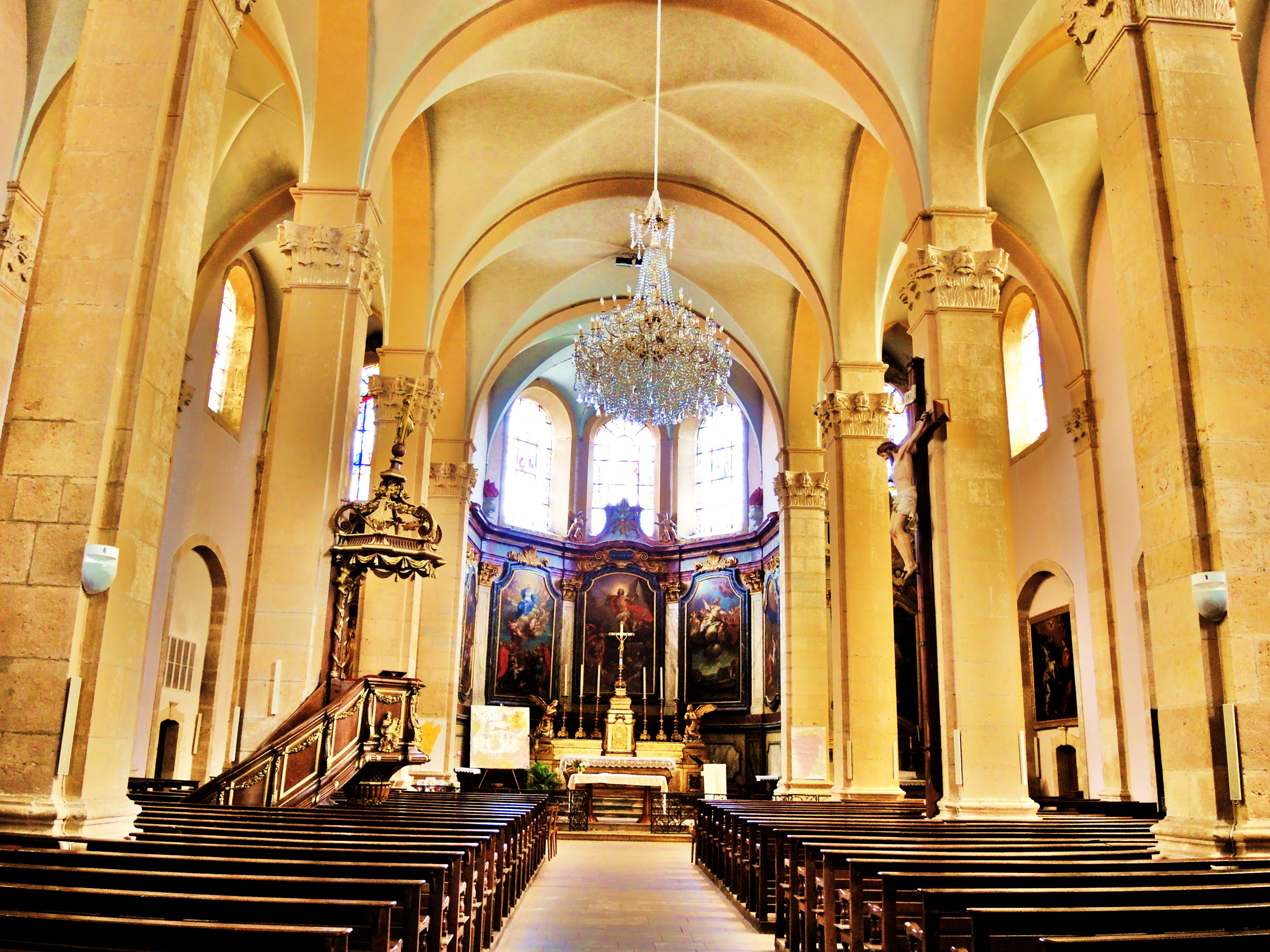
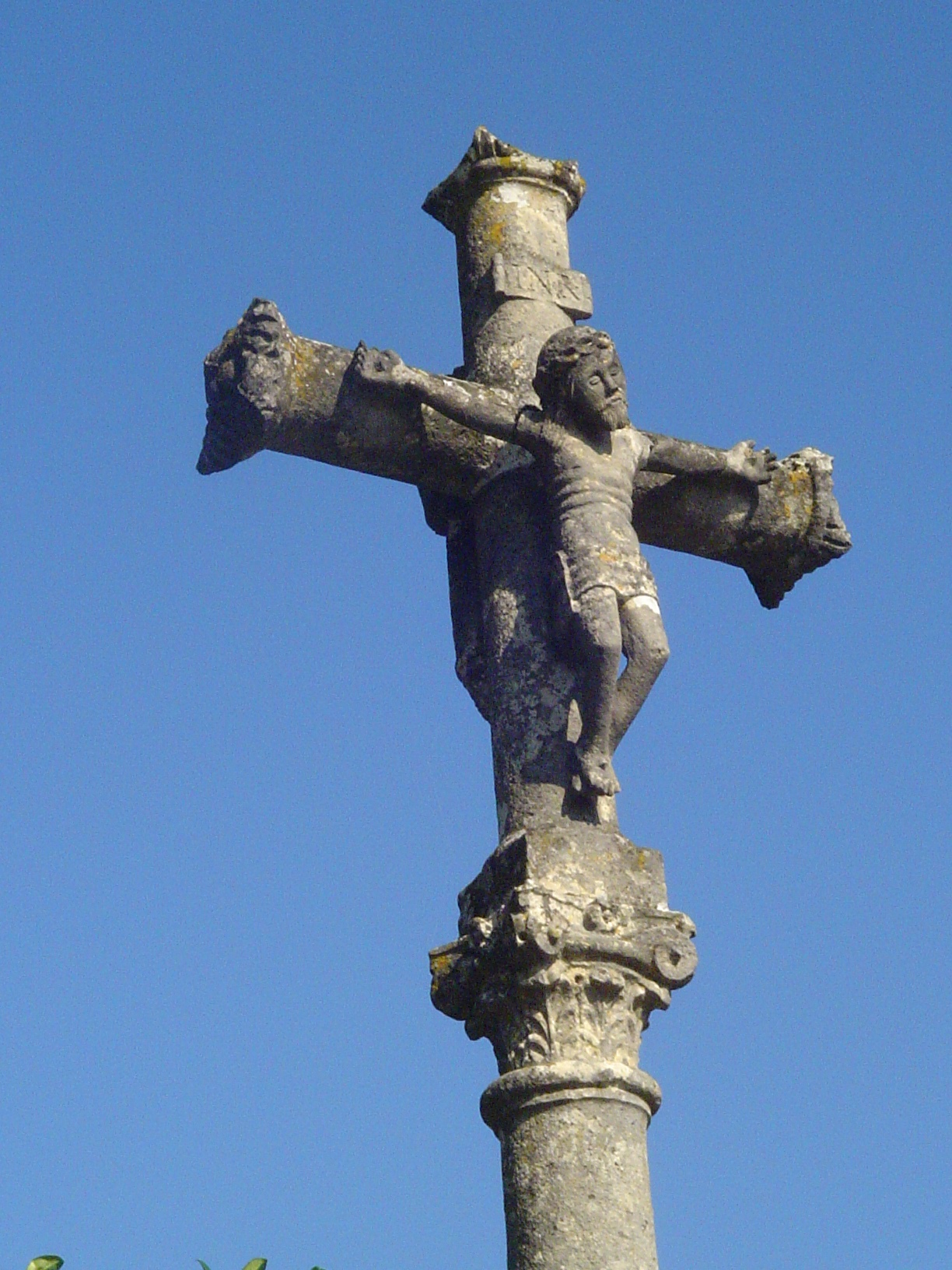

#### Édifices civils
La commune compte de nombreuses maisons à tour.
Le château des ducs de Bauffremont était situé à Scey-sur-Saône, avant qu'il ne soit détruit.

Château des Ducs de Bauffremont et maisons avec tourelle
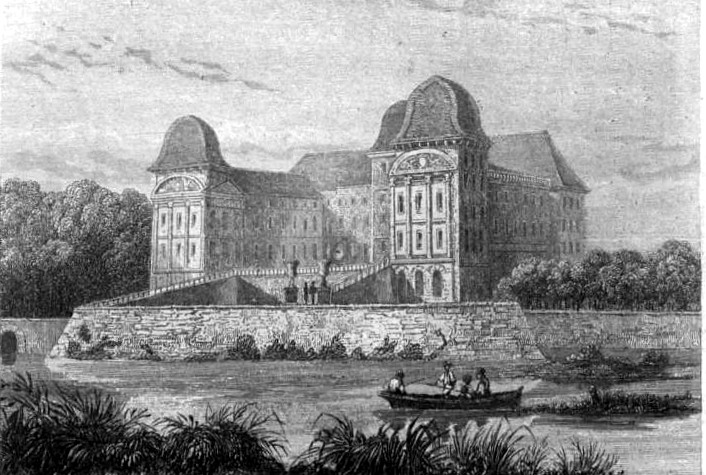
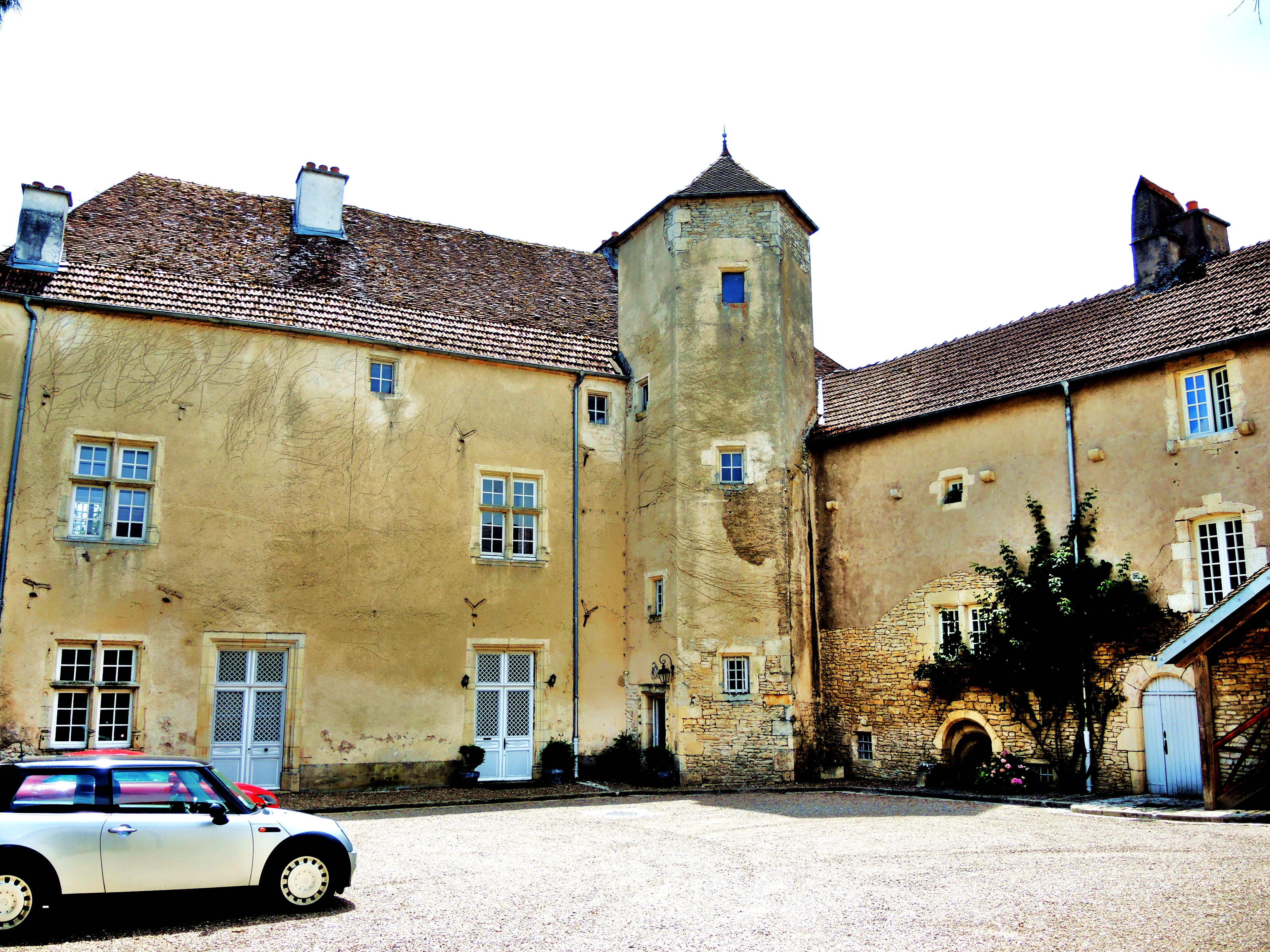
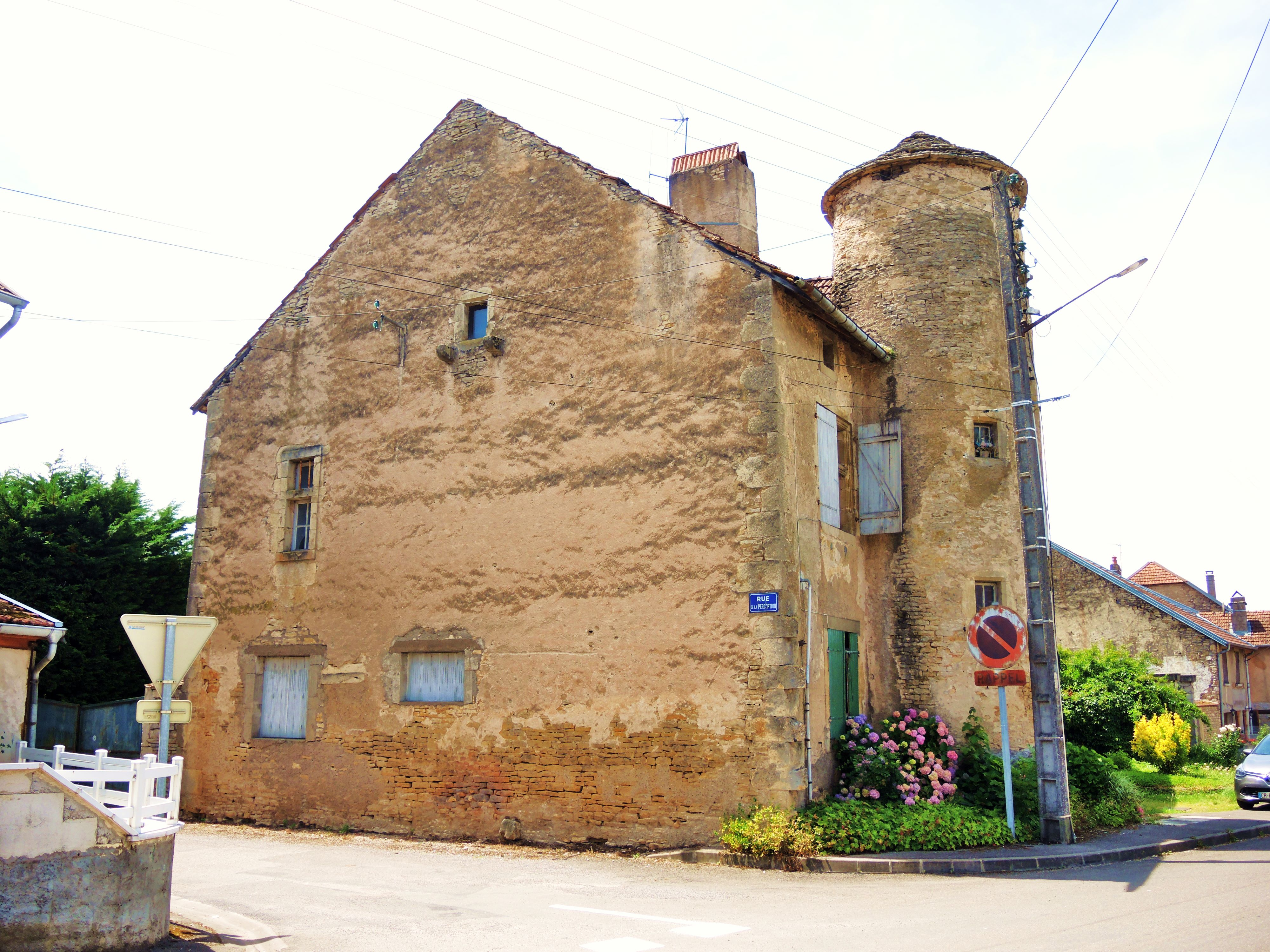
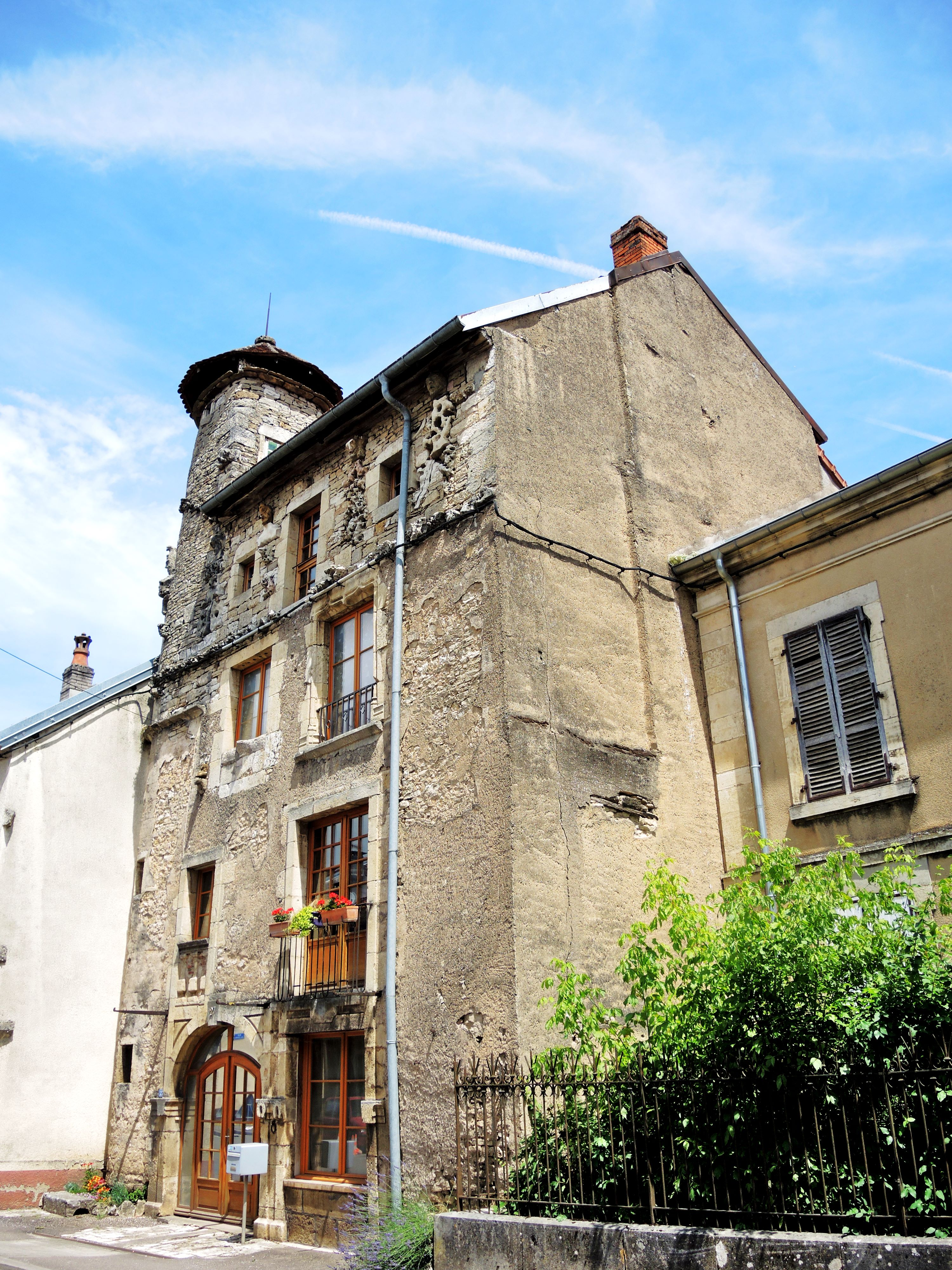

#### Autres monuments et sites
- Musée de l'histoire du costume, de l'Antiquité à nos jours.
- Tunnel de Saint Albin, inscrit au titre des monuments historiques par arrêté du 18 septembre 1990[27].

### Galerie d'art
La « Galerie Art Caducée » présente régulièrement des expositions d'art contemporain

### Tourisme

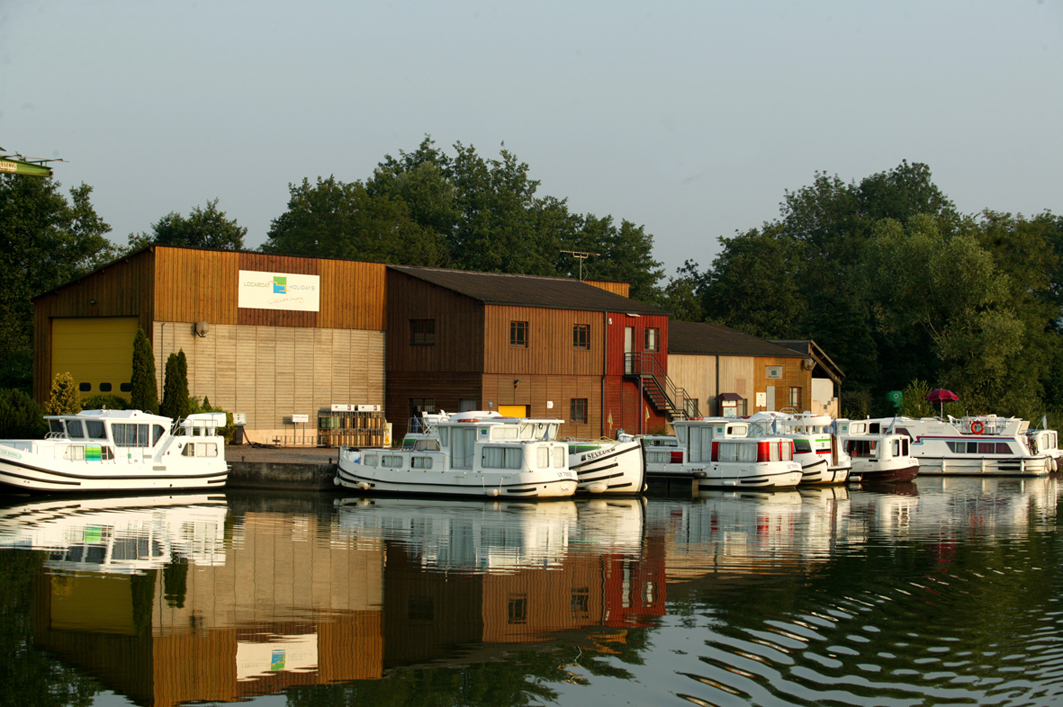
Port de plaisance.

- Halte fluviale et Port de plaisance.
- Camping.
- Loisirs et détente : complexe aquatique, mini ferme et centre équestre des Boulingrins, parcours santé, sentier pédestre, pêche.
- Office de Tourisme des Combes à la Saône

### Personnalités liées à la commune
- Claude Macon d'Esboz (1635-1702), militaire comtois, seigneur de Montchevrey (ancien hameau intégré aujourd'hui à la commune), défenseur  de Vesoul et Faucogney en 1674 lors de la conquête de la Franche-Comté par la France. Sa maison existe toujours à Scey-sur-Saône.
- La famille de Bauffremont possédait un château où est mort Louis Constantin de Batz de Castelmore en 1827. Son aïeul Charles de Batz de Castelmore dit d'Artagnan (ca.1611-1673) inspira l'écrivain et romancier Alexandre Dumas, auteur du roman en trois volumes Les Trois Mousquetaires (1844) pour son personnage de d'Artagnan.
- Marie-Françoise-Catherine de Beauvau-Craon, marquise de Boufflers (1711-1786), morte et inhumée à Scey-sur-Saône
- Mathilde Filloz (1912-2014), résistante, militante communiste et syndicaliste est née à Scey-sur-Saône.

### Héraldique
|  | Les armes de la commune se blasonnent ainsi : de gueules aux trois lettres capitales S d’argent rangées en fasce et entrelacées. |